# Crotalaria longirostrata
Espèce

Crotalaria longirostrata est une espèce de plantes à fleurs de la famille des Fabaceae. C'est une plante herbacée vivaces, originaire du Mexique et d'Amérique centrale, dont les feuilles sont consommées localement comme légume.
Noms vernaculaires en espagnol : chipilín de comer, chepil.